# L'Épreuve du feu (Stargate)
Pour les articles homonymes, voir L'Épreuve du feu (homonymie).
L'Épreuve du feu est le 101e épisode de la saison 5 de la série télévisée Stargate SG-1.

## Résumé
Un groupe de cadet qui doit intégrer le SGC passe des tests en situation réelle.

## Distribution
- Richard Dean Anderson : Jack O'Neill
- Amanda Tapping : Samantha Carter
- Christopher Judge : Teal'c
- Michael Shanks : Daniel Jackson
- Don S. Davis : George Hammond
- Courtenay J. Stevens : Lieutenant Elliot
- Elisabeth Rosen : Lieutenant Hailey
- Grace Park : Lieutenant Satterfield
- David Kopp : Lieutenant Grogan
- Michael Kopsa : General Kerrigan

## Audience
L'épisode a été vu par 3,7 millions de téléspectateurs lors de sa première diffusion aux États-Unis.

## Nominations
2002 : Meilleur réalisateur dans une série dramatique (Andy Mikita) au Leo Awards.